# Le invasioni barbariche
Le invasioni barbariche (Les Invasions barbares) è un film del 2003 diretto da Denys Arcand.
La pellicola, dedicata al delicato tema dell'eutanasia, ha vinto numerosi premi tra cui l'Oscar al miglior film straniero.
Si parla della morte fisica e di quella della società, tema già affrontato da Arcand nel film antecedente a questo, Il declino dell'impero americano (1986). La morte fisica fa da contraltare al morire delle ideologie, dei progetti utopici, delle religioni e del sistema economico fondato su liberismo e capitalismo.

## Trama
Remy, un cinquantenne canadese professore di storia, ha un tumore e viene ricoverato presso l'ospedale di Montréal. L'ex moglie Louise chiede al figlio Sébastien, affermato uomo d'affari che vive a Londra, di venire a trovare il padre, anche se i loro rapporti si sono praticamente da tempo interrotti. Sébastien parte e raggiunge l'ospedale insieme alla fidanzata Gaelle e, una volta resosi conto della gravità della malattia del padre, cerca di fare il possibile per rendergli gli ultimi giorni lieti e sopportabili.
Sébastien dapprima paga funzionari ospedalieri e sindacalisti per mettere in ordine un reparto abbandonato dell'ospedale e poi chiama i vecchi amici e amanti del padre, invitandoli a passare del tempo con lui. Paga anche alcuni ex-allievi perché lo vadano a trovare, i quali, tranne una ragazza, accettano cinicamente i soldi di Sébastien. Fa inoltre comperare eroina da una sua vecchia compagna di giochi, Nathalie, per alleviare la sofferenza della malattia di suo padre.
Il tempo passa, fino a quando Remy prende la decisione di concludere la sua esistenza tramite una overdose di eroina, tra il conforto e la commozione degli amici, della ex moglie, delle amanti, della figlia velista che comunica via Internet dall'Oceano Pacifico e soprattutto del figlio Sébastien il quale, stando vicino al padre nei suoi ultimi giorni, ripara alla rottura che c'era tra i due.

## Produzione
Il film, prodotto da Astral Films, Canal+, Centre national de la cinématographie (CNC), Téléfilm Canada e distribuito per il Canada da Vivafilm, è uscito in Italia il 5 dicembre 2003 a cura di BiM Distribuzione.

## Distribuzione
Il film è stato distribuito in diversi paesi, fra questi:
- Francia il 21 maggio 2003 Cannes Film Festival.
- Russia il 26 giugno 2003 Moscow Film Festival.
- Danimarca il 17 agosto 2003 Copenaghen International Film Festival.
- USA il 30 agosto 2003 Telluride Film Festival,
- USA il 9 ottobre 2004 all'Austin Film Festival
- USA il 17 ottobre 2003 al New York Film Festival
- USA il 7 novembre 2003 all'Hawaii Film Festival
- USA il 14 ottobre 2004 'Austin Film Festival.
- Canada il 4 settembre 2003 Toronto Film Festival.
- Polonia il 10 ottobre 2003 Warsaw Film Festival.
- Brasile il 16 ottobre 2003 São Paulo International Film Festival.
- Turchia il 16 ottobre 2003 Istanbul FilmOctober Film Week.
- Spagna il 28 ottobre 2003  Valladolid International Film Festival.
- Svizzera il 27 novembre 2003 'German speaking region.
- Repubblica Ceca il 22 gennaio 2004 Febio Film Festival.
- Paesi Bassi il 24 gennaio 2004 International Film Festival Rotterdam.
- Thailandia il 24 gennaio 2004 Bangkok International Film Festival.
- Irlanda il 13 febbraio 2004 Dublin Film Festival.
- Messico il 6 marzo 2004 Muestra Internacional de Cine e il 7 aprile 2004 al Mexico City.
- Hong Kong il 9 aprile 2004 Hong Kong International Film Festival.
- Giappone il 24 aprile 2004 Tokyo.
- Egitto il 16 settembre 2004 'European Film Festival.

Il film è stato distribuito con diversi titoli a seconda dei paesi:
- Las Invasiones bárbaras in Argentina, Perù e Spagna.
- The Barbarian Invasions titolo internazionale e USA.
- Barbaarien invaasiot in Finlandia.
- Barbarernes invasion in Danimarca.
- Barbariska invasionerna in Svezia.
- As Invasões Bárbaras in Brasile.
- Invasion der Barbaren in Germania.
- Le invasioni barbariche in Italia.
- Mina-san, sayônara in Giappone.

## Riconoscimenti
- Festival di Cannes 2003

1. Vinto miglior interpretazione femminile (Marie-Josée Croze)
2. Vinto miglior sceneggiatura

- European Film Awards 2003

1. Vinto miglior film internazionale
2. Vinto Screen International Award: Denys Arcand

- National Board of Review Awards 2003

1. Vinto come miglior film in lingua straniera

- San Diego Film Critics Society Awards, 2003

1. Vinto come film con miglior lingua straniera

- Toronto Film Critics Association Awards, 2003

1. Vinto come miglior pellicola: Denys Arcand

- Toronto International Film Festival, 2003

1. Vinto come miglior film canadese: Denys Arcand

- Valladolid International Film Festival, 2003

1. Vinto l'Audience Award per il miglior film: Denys Arcand
2. Nominato al Golden spike: Denys Arcand

- Premi Oscar 2004

1. Vinto l'Oscar come miglior film straniero
2. Nominato all'Oscar come miglior sceneggiatura: Denys Arcand

- Association of Polish Filmmakers Critics Awards, 2004

1. Vinto l'Honorable Mention come miglior film in lingua straniera

- Premi BAFTA 2004

1. Nominato miglior film non in lingua inglese: Denise Robert, Daniel Louis e Denys Arcand
2. Nominato miglior sceneggiatura: Denys Arcand

- Bangkok International Film Festival, 2004

1. Vinto il Golden Kinnaree Award come miglior film: Denys Arcand

- Broadcast Film Critics Association Awards, 2004

Vinto come miglior film in lingua straniera
- Cinema Brazil Grand Prize, 2004

1. Vinto come miglior film straniero

- Premi César 2004

1. Vinto miglior regia: Denys Arcand
2. Vinto miglior film: Denys Arcand
3. Vinto migliore sceneggiatura: Denys Arcand
4. Nominata miglior giovane attrice: Marie-Josée Croze

- David di Donatello 2004

1. Vinto come miglior film straniero: Denys Arcand

- Directors Guild of Canada, 2004

1. Vinto miglior regia: Denys Arcand
2. Vinto miglior produzione: Denys Arcand, François Séguin, Hélène Grimard, Caroline Alder e Christian Fluet
3. Nominato come miglior designé: François Séguin

- Film Critics Circle of Australia Awards, 2004

1. Vinto come miglior film in lingua straniera

- Genie Awards, 2004

1. Vinto miglior regia: Denys Arcand
2. Vinto miglior fotografia: Denise Robert, Daniel Louis e Fabienne Vonier
3. Vinto miglior attore: Rémy Girard
4. Vinto miglior attore di secondo ruolo: Stéphane Rousseau
5. Vinto miglior attrice di secondo ruolo: Marie-Josée Croze
6. Vinto miglior sceneggiatura: Denys Arcand
7. Nominato miglior montaggio: Isabelle Dedieu
8. Nominato miglior sound: Michel Descombes, Gavin Fernande e Patrick Rousseau
9. Nominato miglior montaggio sonoro: Marie-Claude Gagné, Diane Boucher, Jérôme Décarie, Claire Pochon e Jean Philippe Savard

- Golden Globes, USA, 2004

1. Nominato miglior film straniero

- Italian National Syndicate of Film Journalists, 2004

1. Nominato al Silver Ribbon come miglior regista: Denys Arcand

- Jutra Awards, 2004

1. Vinto miglior attrice: Marie-Josée Croze
2. Vinto miglior direzione artistica: Normand Sarazin
3. Vinto miglior regista: Denys Arcand
4. Vinto miglior film: Denise Robert e Daniel Louis
5. Vinto miglior sceneggiatura: Denys Arcand
6. Vinto lo Special Jutra: Denys Arcand
7. Nominato miglior attore: Rémy Girard
8. Nominato miglior maquillage: Evelyne Byot e Diane Simard

- Kansas City Film Critics Circle Awards 2004

1. Vinto come miglior film straniero

- Online Film Critics Society Awards, 2004

1. Nominato miglior film in lingua straniera

- Satellite Awards, 2004

1. Nominato come miglior film straniero

- Uruguayan Film Critics Association, 2004

1. Vinto come miglior film

- Vancouver Film Critics Circle, 2004

1. Vinto miglior regista: Denys Arcand
2. Vinto come miglior film canadese

- Czech Lions, 2005

1. Vinto come miglior film straniero: Denys Arcand

- Argentinean Film Critics Association Awards, 2005

1. Nominato al Silver Condor come miglior film straniero: Denys Arcand

- Premi Lumière 2004

1. miglior film francofono